# كارل هوفر
كارل هوفر (بالألمانية: Karl Hofer)‏ هو رسام ألماني، ولد في 11 أكتوبر 1878 في كارلسروه في ألمانيا، وتوفي في 3 أبريل 1955 في برلين في ألمانيا.

## وصلات خارجية
- كارل هوفر على موقع مونزينجر (الألمانية)
- كارل هوفر على موقع ميوزك برينز (الإنجليزية)
- كارل هوفر على موقع ديسكوغز (الإنجليزية)